# Guido Cantelli
Guido Cantelli (Novara, 27 april 1920 - nabij Parijs, 24 november 1956) was een Italiaans dirigent en directeur van het Teatro alla Scala in Milaan.

## Biografie
Cantelli werd geboren in Novara. Hij studeerde aan het Conservatorium van Milaan. Door het uitbreken van de Tweede Wereldoorlog diende hij zijn muziekcarrière uit te stellen. Omdat Cantelli tegen het nazisme was, werd hij opgesloten in een Duits werkkamp, waar hij wist te ontsnappen. Na de oorlog werd hij door Arturo Toscanini opgemerkt tijdens een optreden in het Teatro alla Scala in Milaan. Toscanini nodigde hem uit om een aantal concerten te dirigeren met het NBC Symphony Orchestra. Cantelli zou dit uiteindelijk van 1949 tot 1954 doen. Op 16 november 1956 werd Cantelli benoemd als directeur van het Teatro alla Scala. Hij overleed echter een week later bij een vliegtuigcrash nabij Parijs als slechts 36-jarige. Toscanini, die enkele maanden later ook zou sterven, werd nooit verteld dat Cantelli dood was.
- Biblioteca Nacional de España: XX1288105
- Bibliothèque nationale de France: cb138921237 (data)
- CiNii: DA10960564
- Gemeinsame Normdatei: 119302187
- International Standard Name Identifier: 0000 0000 8138 6267
- Library of Congress Control Number: n81132021
- MusicBrainz: cca5ad46-fec1-4c5f-ab6d-a372875762f6
- Nationale Bibliotheek van Tsjechië: xx0151190
- Nationale Bibliotheek van Israël: 987007319516705171
- Nederlandse Thesaurus van Auteursnamen: 102518912
- Istituto Centrale per il Catalogo Unico: RAVV229615
- SNAC: w6wm20tm
- Système universitaire de documentation: 245030875
- Virtual International Authority File: 59268948
- WorldCat: E39PBJjhyRk7cJjwPwqwbkPG73